# 兔耳袋狸
兔耳袋狸（Macrotis lagotis），又名兔形袋狸，是最大型的袋狸。牠們重約1-2.4公斤，雄袋狸約有兔的大小，最重可以達3.7公斤；雌袋狸較為細小，約重0.8-1.1公斤。

## 特徵
兔耳袋狸的嗅覺及聽覺靈敏。牠們是藍灰色的，有黃褐色的斑點，毛皮軟熟。尾巴呈黑白色。牠們的前肢強壯，有厚的爪，可以用來挖掘食物及洞穴。其洞穴呈螺旋形，可以避免掠食者進入。

## 分佈及保育
兔耳袋狸以往分佈在多種地區，現已只限於澳洲中部貧瘠的地區及瀕危。野貓是牠們最主要的威脅。